# Israelitisch-Theologische Lehranstalt
Die Israelitisch-Theologische Lehranstalt diente zwischen 1893 und 1938 in Wien der Ausbildung von Rabbinern, Religionslehrern und der Pflege der Wissenschaft des Judentums. Sie war staatlich zugelassen und erhielt eine bescheidene staatliche Förderung. Die Hochschule hatte in den 45 Jahren ihres Bestehens 324 männliche Studenten, Frauen waren nicht zugelassen. Die Hochschule stand ständig im Spannungsfeld des Antisemitismus in Österreich, sie wurde nach dem Anschluss Österreichs 1938 geschlossen und aufgelöst.

## Geschichte
Im Jahr 1860 gründete Rabbiner Adolf Jellinek ein Beth Ha-Midrasch (Haus des Lernens) in Wien. Es stand unter der Leitung der Lektoren Meit Friedmann und Isaak Hirsch Weiss und sollte der Ausbildung der Rabbinatskandidaten dienen, die gleichzeitig an der Universität Wien Philologie studierten. Da das Institut finanziell nur unzureichend ausgestattet war, konnte es kein volles Ausbildungsprogramm bieten. Die Vorlesungen waren zum Teil auch öffentlich.
Der Vorschlag zur Gründung der Israelitisch-Theologischen Lehranstalt kam aus dem Wiener Judentum vom Rabbiner Moritz Güdemann, von den Unternehmern Wilhelm von Gutmann und David von Gutmann und wurde von den Bankiers Albert von Rothschild und Moritz von Königswarter unterstützt. Weitere Unterstützung kam von Gelehrten wie Adolf Jellinek, Joshua Heschel Schorr und Abraham Epstein.
Die Hochschule wurde innerhalb Cisleithaniens von den jüdischen Kultusgemeinden aus Wien, Prag und Lemberg und von der Landjudenschaft Böhmens unterstützt. Vom Staat kam eine bescheidene Subvention, wobei Kaiser Franz Joseph befriedigt anmerkte, dass die Studenten nun nicht mehr ins Ausland gehen müssten.
Die Organisation der Hochschule richtete sich nach dem Vorbild des 1854 gegründeten Jüdisch-Theologischen Seminars in Breslau. Der Schule stand ein Kuratorium aus fünfzehn Personen vor, geführt von einem Präsidenten. Die ersten Präsidenten der Hochschule waren der Bankier Moritz von Königswarter, nach dessen Tod der Unternehmer Moritz Karpeles und danach der Brauer Moritz Edler von Kuffner.
Der Sitz der Hochschule war in Wien in der Tempelgasse 3. Sie wurde am 15. Oktober 1893 gegründet. Sie hatte eine dreifache Aufgabe:
- Ausbildung von Rabbinern und Predigern
- Ausbildung von Religionslehrern
- Pflege der Wissenschaft des Judentums

Zu den Begründern zählte Emanuel Mendel Baumgarten (1828–1908).
Die Hochschullehrer ab 1893 waren Adolf Schwarz, Professor für Talmud, halachische Literatur  und Homiletik als Rektor, und die Professoren Meir Friedmann für Midrasch, David Heinrich Müller für Exegese, Grammatik und Religionsphilosophie, Adolf Büchler für Geschichte und Dozenten für Pädagogik, Deutsch, Polnisch und Tschechisch. Unter den später eingestellten Lehrern waren Samuel Krauss und Victor Aptowitzer Im Jahr 1902 studierten 26 Studenten für die Rabbinerprüfung und elf für die Prüfung zum Religionslehrer.
Die Hochschule gab ein Jahrbuch mit einem Jahresbericht und einem wissenschaftlichen Aufsatz heraus. Sie stand im Spannungsfeld zwischen dem konservativen Judentum, wonach der Glaube der Forschung Grenzen zu setzen habe, und dem liberalen Judentum.
Die finanzielle Krise der Nachkriegszeit konnte vom Wiener Oberrabbiner Zwi Perez Chajes nur teilweise gemeistert werden, indem er Philanthropen in den USA ansprach. Die Hochschule wurde 1938 verboten, die Bibliothek wurde Opfer des Kunstraubs.